# Spinomantis
Genre
Spinomantis est un genre d'amphibiens de la famille des Mantellidae.

## Répartition
Les 13 espèces de ce genre sont endémiques de Madagascar.

## Liste des espèces
Selon Amphibian Species of the World (4 avril 2020) :
- Spinomantis aglavei (Methuen & Hewitt, 1913)
- Spinomantis beckei Vences, Köhler, and Glaw, 2017
- Spinomantis bertini (Guibé, 1947)
- Spinomantis brunae (Andreone, Glaw, Vences & Vallan, 1998)
- Spinomantis elegans (Guibé, 1974)
- Spinomantis fimbriatus (Glaw & Vences, 1994)
- Spinomantis guibei (Blommers-Schlösser, 1991)
- Spinomantis massi (Glaw & Vences, 1994)
- Spinomantis microtis (Guibé, 1974)
- Spinomantis mirus Sabino-Pinto, Rakotoarison, Bletz, Edmonds, Glaw & Vences, 2019
- Spinomantis nussbaumi Cramer, Rabibisoa & Raxworthy, 2008
- Spinomantis peraccae (Boulenger, 1896)
- Spinomantis phantasticus (Glaw & Vences, 1997)
- Spinomantis tavaratra Cramer, Rabibisoa & Raxworthy, 2008

En 2017, une nouvelle espèce a été décrite (Zootaxa):
- Spinomantis beckei Vences, Köhler & Glaw

## Publication originale
- Dubois, 1992 : Notes sur la classification des Ranidae (Amphibiens anoures). Bulletin Mensuel de la Société Linnéenne de Lyon, vol. 61, p. 305-352.